# Pauliku
Pauliku − wieś w Estonii, w prowincji Virumaa Wschodnia, w gminie Jõhvi.